# Gastronomía romana

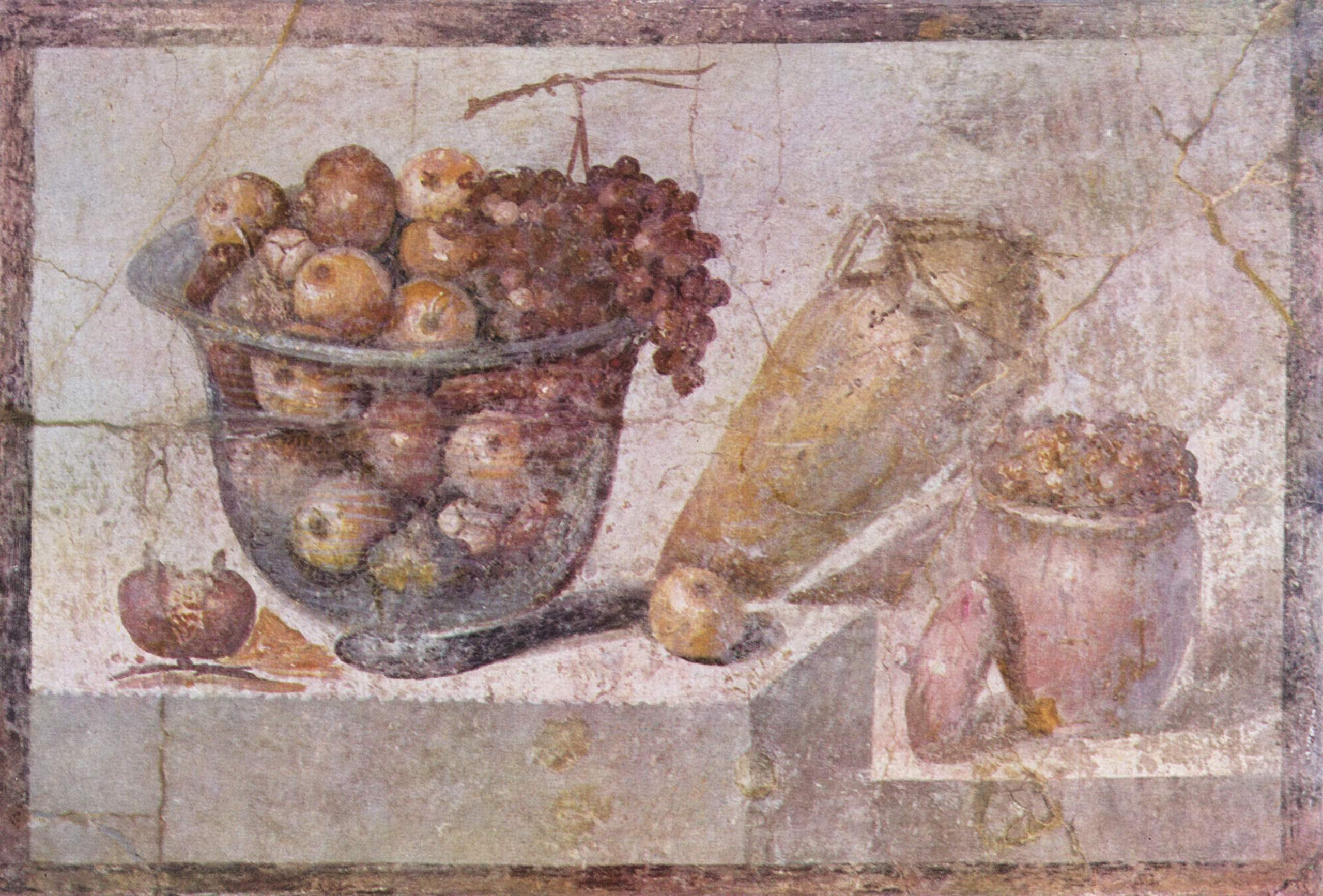
Bodegón con cesto de fruta y vasijas (Pompeya, c. 70 a. C.)

La gastronomía romana cambió a través de la larga duración (más de un milenio) de su antigua civilización. Sus hábitos se vieron influenciados por la cultura griega, los cambios políticos de monarquía a república, y de ahí a imperio, y la enorme expansión de este último, que trajo muchos hábitos culinarios nuevos y técnicas de cocina provincial.

## Comidas

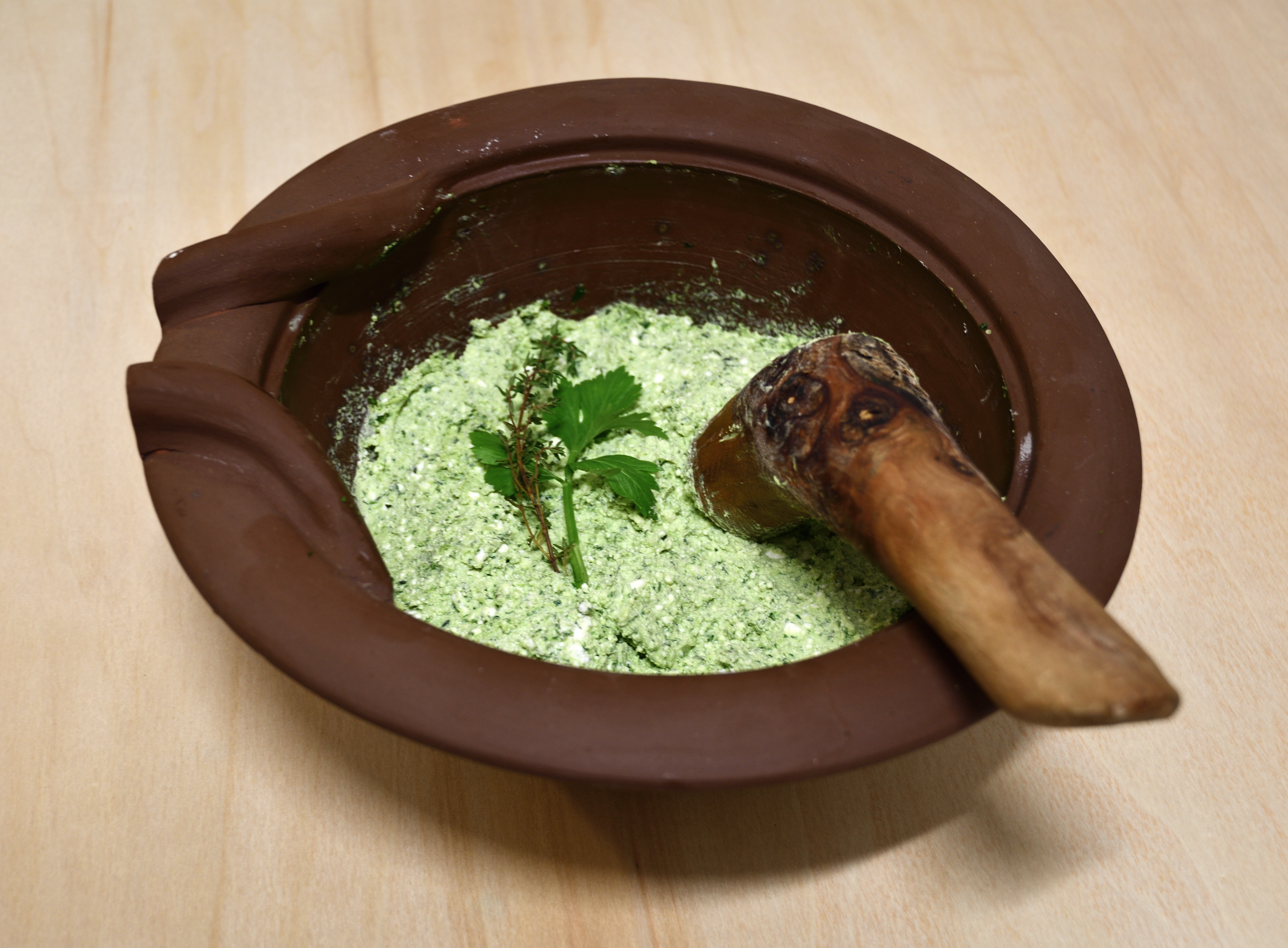
Recreación del moretum, especialidad romana de queso con hierbas para untar.

Tradicionalmente, en la mañana se servía un desayuno, el ientaculum; al mediodía un pequeño almuerzo, el prandium; y al atardecer la comida principal del día, la cena. Debido a la influencia de los hábitos griegos y el aumento en la importación y consumo de alimentos foráneos, la cena aumentó su tamaño y diversidad, y fue consumida después de mediodía. La vesperna, una cena ligera al atardecer, fue abandonada; un segundo desayuno se introdujo al mediodía, el prandium.
Debido a que correspondía mejor con el ritmo diario de las labores manuales, la clase baja de la sociedad conservó la vieja rutina de ientaculum, almuerzo pequeño y cena tarde, pero las clases más altas adoptaron el siguiente esquema: 

### Ientaculum
Originalmente el desayuno (Ientaculum) estaba compuesto de tortas planas y redondas hechas de farro (un grano de cereal emparentado al trigo) con algo de sal; en las clases altas también había huevos, queso y miel, así como leche y fruta. En el período imperial, alrededor del comienzo de la Era Cristiana, se introdujo el pan de trigo, y con el tiempo más productos horneados reemplazaron al pan de farro. El pan era a veces humedecido con vino e ingerido con aceitunas, queso, galletas o uvas.

### Prandium
Este almuerzo era más rico y consistía, en su mayoría, en las sobras de la cena del día anterior y también en la actual.

### Cena
Entre los miembros de las clases altas, quienes no hacían trabajos manuales, se hizo costumbre el hacer todas las obligaciones de negocios en la mañana. Después del prandium, las últimas responsabilidades se completaban y se hacía una visita a los baños. Alrededor de las tres de la tarde, comenzaba la cena, a veces prolongándose hasta muy entrada la noche, sobre todo si había invitados, y comúnmente le seguía un comissatio (una ronda de bebidas alcohólicas).
Especialmente en el período de la monarquía y la república temprana, pero también en otros tiempos (para las clases trabajadoras), la cena consistía esencialmente en un tipo de gachas, las puls. El tipo más simple estaba hecho con farro, agua, sal y grasa. El tipo más sofisticado era hecho con aceite de oliva, acompañado con verduras cuando era posible. Las clases más ricas comían su puls con huevos, queso y miel, y ocasionalmente, carne y pescado.
En el transcurso del período de la república, la cena se dividió en dos platillos, uno fuerte y un postre con fruta y mariscos (como los camarones). Al finalizar la república, era común que la comida se sirviera en tres partes: la entrada (gustatio), el plato fuerte (primae mensae) y el postre (secundae mensae).

## Costumbres en la mesa
A partir de 300 a. C., las costumbres griegas comenzaron a influir en la cultura de las clases altas romanas. La creciente riqueza condujo a comidas aún más grandes y sofisticadas. El valor nutricional no era considerado importante: al contrario, los gourmets preferían la comida con bajo contenido de energía y nutrientes. La comida que se podía digerir fácilmente y los estimulantes diuréticos tenían gran importancia.
En la mesa se utilizaba ropa sencilla (la vestis cenatoria), y la cena se consumía en una habitación especial, que después sería llamada triclínium. Ahí, las personas se recostaban en un sillón especialmente diseñado, el lectus triclinaris. Alrededor de la mesa, mensa, tres de estos lecti eran acomodados en forma de semicírculo, para que los esclavos pudieran servir fácilmente, y un máximo de tres personas se reclinaba en cada lectus. Durante la monarquía y la república temprana, solo los hombres podían estar en un lectus. Sin embargo, en la república tardía y los tiempos imperiales, especialmente en la aristocracia, se permitía que las mujeres se reclinaran durante las comidas. Tradicionalmente, las mujeres cenaban sentadas derechas en sillas en frente de sus esposos. Había más mesas para las bebidas a los lados de los sillones. Todas las cabezas estaban orientadas hacia el centro de la mesa, con los codos izquierdos sobre un cojín y los pies fuera del sillón. De esta forma, no más de nueve personas podían cenar juntas en una mesa. Cualquier invitado adicional tenía que sentarse en una silla. Los esclavos normalmente tenían que estar de pie.
Los pies y manos se lavaban antes de la cena. La comida se tomaba con las puntas de los dedos y dos tipos de cucharas; la más grande era la ligula y la pequeña cochlear. Esta última se usaba al comer caracoles y moluscos, siendo el equivalente al tenedor moderno. En la mesa se era tirado al suelo donde los esclavos pudieran barrerlo.
En verano, era popular comer afuera. Muchas casas en Pompeya tenían sillones de piedra en un sitio particular en el jardín solamente para ese objetivo. Las personas se recostaban para comer solo en ocasiones formales. Si la comida era rutinaria, comían estando sentados o de pie.

## Entretenimiento
Durante una cena para invitados, músicos, acróbatas, poetas o bailarines interpretaban, y la conversación jugaba un papel importante. Las danzas no eran usuales, pues eran consideradas impropias y no se llevaban con los modales a la mesa, pero durante el comissatio este hábito no se seguía. El dejar la mesa por necesidades corporales era considerado inapropiado y abstenerse era considerado de gran educación. Tras el plato fuerte, durante una pausa, se hacía una ofrenda a los Lares, los espíritus de la casa. Esta ofrenda normalmente consistía de carne, pastel y vino. El pastel era teñido con azafrán.

## Organización de las comidas

### Entrada
Esta parte de la comida era llamada gustatio o promulsis. Generalmente consistía de platillos ligeros y apetitosos. La bebida usual era el mulsum, una mezcla de vino y miel. En los grandes banquetes las entradas se servían una después de otra.

### Plato fuerte
Muchas veces, un platillo intermedio era servido antes del verdadero caput cenae. La decoración podía llegar a ser más importante que los ingredientes. El plato fuerte comúnmente consistía de carne.

### Postre

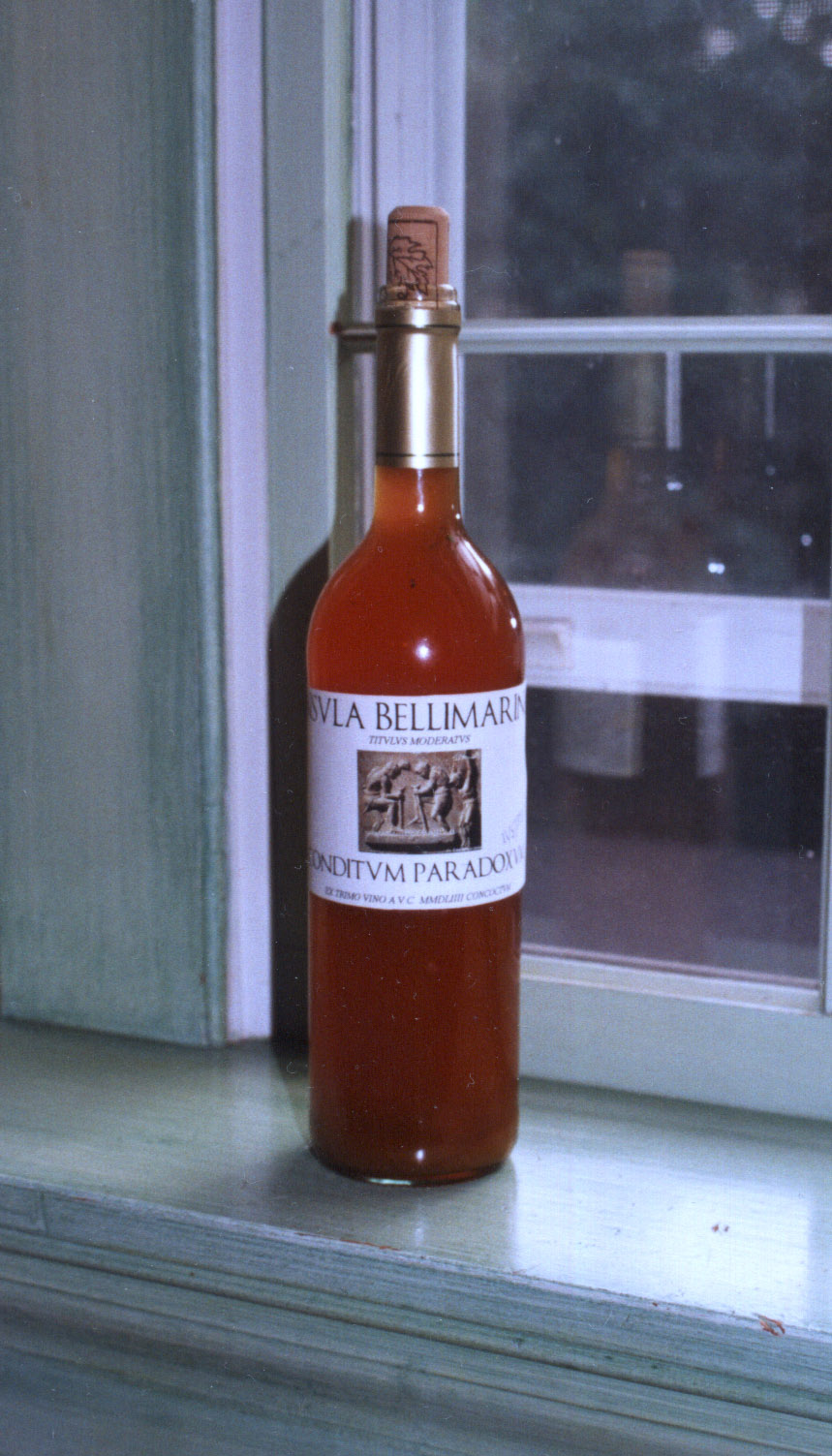
Recreación moderna del conditum paradoxum.

Entre la fruta, las uvas eran las preferidas. Los romanos distinguían entre uvas para hacer vino y uvas para comer. Las pasas también se usaban. Las almejas y ostras, las cuales eran originalmente postres, pasaron a ser entradas. Los pasteles, hechos de trigo y generalmente bañados en miel, tenían un papel importante. Ciertos tipos de nuez también eran usados, siendo el equivalente de los dulces de los festivales actuales.

## Bebidas alcohólicas
El vino era normalmente mezclado con agua inmediatamente antes de consumirse, ya que la fermentación no era controlada y su concentración de alcohol era muy alta. El vino era a veces ajustado y «mejorado»: aún sobreviven instrucciones sobre cómo hacer vino tinto de vino blanco y viceversa, así como rescatar vino que se está convirtiendo en vinagre. Los vinos eran saborizados de maneras variadas. Por ejemplo, estaba el passum, un vino fuerte y dulce de pasa, para el cual la receta más antigua que se conoce es de origen cartaginés; el mulsum, una mezcla fresca de vino y miel; y conditum, una mezcla de vino, miel y especias hechas a priori y ya maduradas. Una receta específica, conditum paradoxum, es para una mezcla de vino, miel, pimienta negra, laurel, dátil, lentisco y azafrán, cocinado y almacenado para su uso posterior. Otra receta contiene —aparte del vino— agua de mar, colofonia y brea. La cerveza (cervisia) era conocida también, pero era considerada vulgar.
Los invitados usaban coronas cuyos aromas variados eran usados para contribuir a la salud de aquellos que se encontraban cenando y a la atmósfera del banquete. Estas coronas estaban hechas de muchas clases diferentes de flores y perfumes. El tipo de corona que una persona usaba representaba la posición que tomaba en la clase alta.